# Rizári
Rizári (en grec moderne : Ριζάρι) est un village de Grèce situé dans le district régional de Pella. Rizári est situé 7 km à l'est de la ville d'Édessa.

## Information
Rizári est connu pour ses champs de pêchers. Les pêches sont vendues en Grèce et à l'étranger. On en fait de la confiture de pêches, des jus de fruits et des boîtes de pêches.

## Habitants
La plupart des habitants sont Grecs mais il y a aussi quelques Albanais.

## Personnages célèbres
- Marietta Chrousala (en), Miss Grèce 2003, mannequin et présentatrice de télévision